# Баунтовская котловина
Ба́унтовская котлови́на — природный ландшафт на севере Бурятии, в Баунтовском эвенкийском районе.
Глубокая котловина байкальского типа. Длина с запада на восток — около 200 километров. Входит в байкальскую зону сейсмической активности, благодаря чему на её территории расположено много горячих источников, один из которых образует целую реку Горячая. Расположена на высоте 1000—1100 метров над уровнем моря между Южно-Муйским хребтом на севере, и горами Малый Хаптон и Бабанты на юге. В пределах котловины расположен хребет Большой Хаптон с одноимённой вершиной.
На территории котловины находится множество озёр, основные из них: Баунт, Бусани, Аян, Демьяда. Основные реки: Верхняя Ципа, Нижняя Ципа, Уакит, Горбылок.
В долине, вблизи  метеостанции Ую,  находится локальный бурятский полюс холода. В 1969 году метеостанцией зафиксирован абсолютный минимум температуры воздуха в Республике Бурятия минус -56,0°С.
.